# Поддерживающие колёсные пары

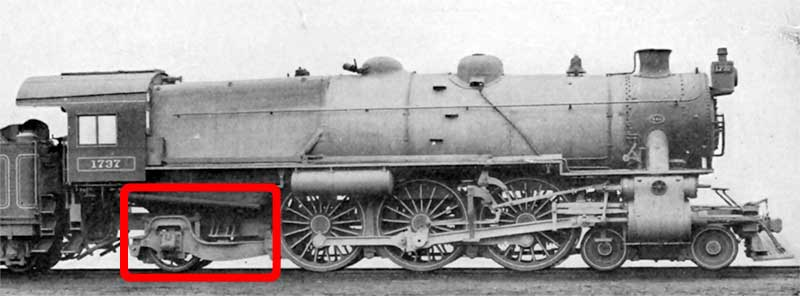
Поддерживающие колёсные пары (обведены) паровоза типа 2-3-1

Поддерживающие колёсные пары (поддерживающие оси) — свободные (то есть на них не передаются тяговые усилия от тяговых двигателей) колёсные пары, расположенные позади движущих колёсных пар. Служат для поддержки задней части локомотива (у паровоза - топки) и обеспечивают вписывание в кривые.
Поддерживающие оси появились уже на первых паровозах (например «Ракета» Стефенсона). Применение поддерживающих осей позволяет установить более развитую топку, которую зачастую трудно либо невозможно установить над движущими колёсными парами (по условиям вписывания в габарит). В случае их применения на танк-паровозах снижается зависимость силы тяги локомотива от запасов топлива и воды (хотя такие танк-паровозы так и не получили широкого распространения). Поддерживающие оси могут располагаться как в основной раме - если имеется одна такая ось (например, у С), так и на отдельной тележке (например ФД), тележка при этом называется поддерживающей и способна перемещаться в поперечном направлении относительно рамы.